# Medidas de control de las inundaciones

## Medidas preventivas
- No arroje desperdicios, escombros o basuras al lecho de los ríos y quebradas, pues estos no dejan que el agua corra libremente y pueden generar represamientos e inundaciones.
- No arroje basuras en las calles cuando llueve. Estos desperdicios taponan las alcantarillas de los colectores de agua y pueden generar inundaciones en las vías y afectar su vivienda.
- No saque la basura a la calle en horas en que no va a ser recogida por las empresas de aseo. Estas bolsas se pueden romper y con los aguaceros los desperdicios taponan las alcantarillas.
- Realice un adecuado manejo de aguas lluvias y aguas servidas en su vivienda y a nivel comunitario.
- Revise las obstrucciones sobre los pozos, sumideros y demás estructuras que impidan el desagüe de las aguas lluvias, así como el aumento de nivel en las alcantarillas.
- Informe sobre los cambios que puedan presentar ríos y quebradas como olor, color o aumento y disminución del flujo de agua e informe al 123 y al 116 del Acueducto.
- Si usted vive en zonas cercanas a ríos o quebradas, esté pendiente de las alertas que declaran las autoridades y tenga previsto cómo va a proteger a su familia y sus bienes.
- Organice con sus vecinos campañas de mantenimiento y revisión de la quebrada, que le permitan detectar zonas obstruidas por material o basuras.
- No descargue aguas lluvias sobre la ladera y taludes empinados.
- No arroje basuras o desechos en suelos de pendiente. Estos pueden hacer que el agua se filtre y se desestabilice el terreno.
- No permita excavaciones no autorizadas, ni banqueos o cortes que puedan desestabilizar las laderas.

## Orígenes y causas
Los orígenes de las inundaciones pueden ser muy variados, pudiéndose distinguir, en un principio, los de origen marino o fluvial.
Cuando una tormenta aporta más agua al terreno que la que éste puede absorber se produce un efecto de escorrentía. Esto puede ocurrir porque el aporte es torrencial, por ejemplo en una gota fría, o por factores que acrecientan los efectos de las fuertes tormentas, por ejemplo, la deforestación y las ocupaciones de las riberas de los cursos de agua y de los cauces reservados para las avenidas.
Los huracanes se generan como tormentas marinas que llegan a tierra e inundan zonas costeras, aunque en caso de fuerza grande pueden adrentrarse varios cientos de kilómetros.
El origen marino puede representarse por efecto como la marejada ciclónica aunque existen inundaciones de origen no meteorológico que pueden ser debidas a seísmos en el mar y los consiguientes maremotos.
Los tornados pueden ser terrestres o marinos y pueden aportar grandes cantidades de agua de forma muy localizada en el espacio y el tiempo.
El sandur de Skeiðarársandur creció de forma considerable en las inundaciones producidas por una erupción volcánica, en 1996, que derritió un glaciar en Islandia.

## Medidas

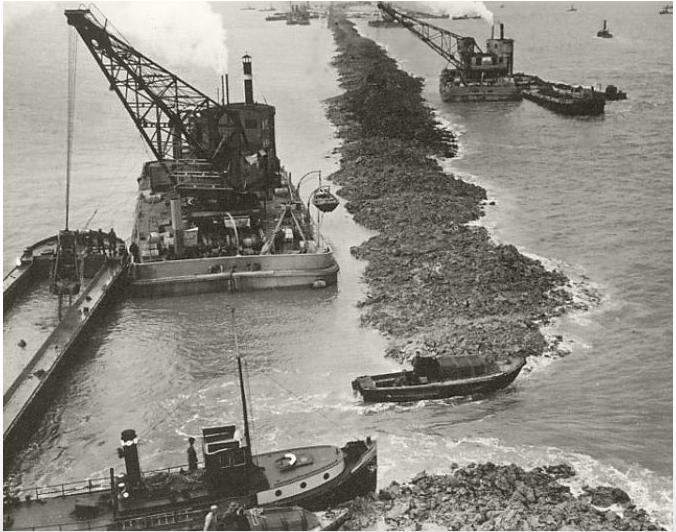
Construcción de Afsluitdijk, dique de cierre en los Países Bajos.

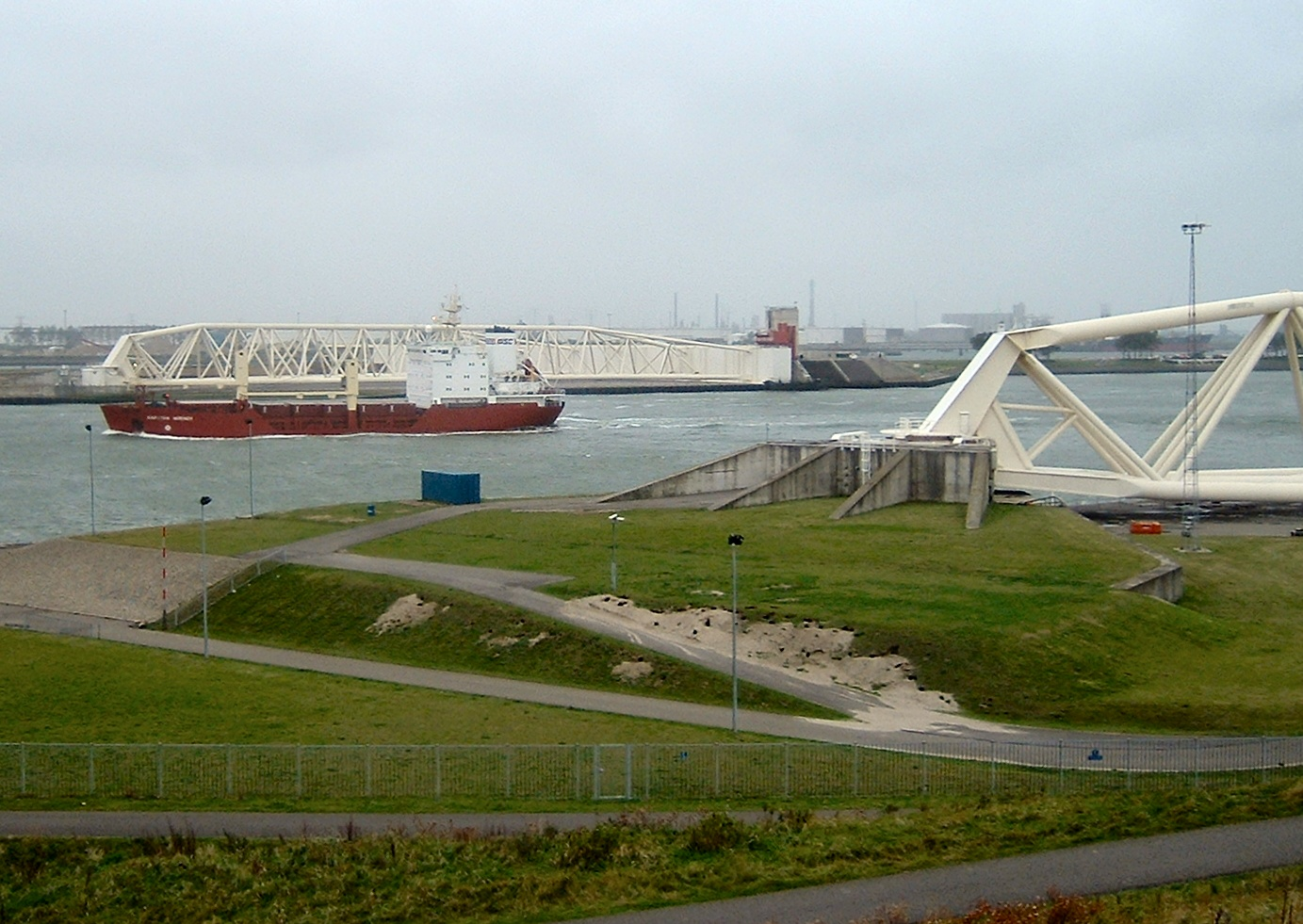
Barrera de Maeslant, Países Bajos.

### Proactivas
- Dique
- Reforestación
- Sistema de drenaje
- Rambla

#### Ejemplos
- Lucha contra las inundaciones en el río Misisipi
- Plan Delta de los Países Bajos

### Reactivas
- Desagües
- Barrancos
- Bombeo